# Rytigynia subbiflora
Rytigynia subbiflora là một loài thực vật có hoa trong họ Thiến thảo. Loài này được (Mildbr.) Robyns miêu tả khoa học đầu tiên năm 1928.